# Discours sur l'histoire universelle (Bossuet)
Pour les articles homonymes, voir Histoire de l'humanité.

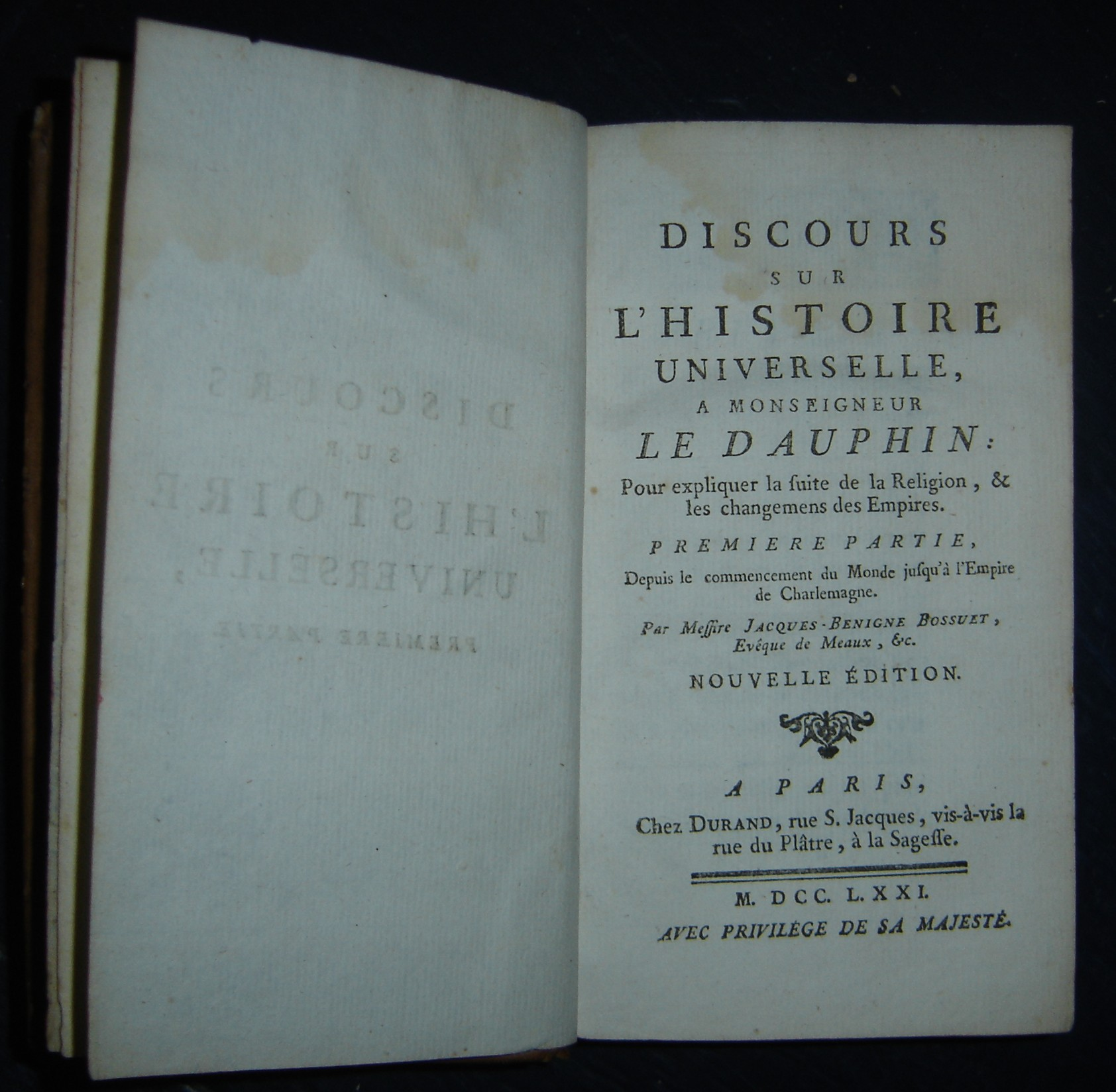
Discours sur l'histoire universelle, édition de 1771

Le Discours sur l'histoire universelle est un ouvrage écrit en 1681 par Bossuet et dédié à son élève le dauphin de France, fils de Louis XIV. Publié à Paris, il a pour titre complet Discours sur l'histoire universelle à Monseigneur le Dauphin : pour expliquer la suite de la religion et les changements des empires : depuis le commencement du monde jusqu'à l'empire de Charlemagne.

## Présentation
L'ouvrage se divise en trois parties : « Les Époques », « La Suite de la religion » et « Les Empires ». La première partie relate les principaux événements qui se sont déroulés depuis la création du monde ; la deuxième partie décrit l'avènement du christianisme, préfiguré par Moïse, et la victoire de l'Église catholique ; la troisième partie s'attache à dépeindre la grandeur et la décadence des empires de l'Antiquité, finalement unifiés par l'Empire romain, lui-même diffuseur de l'Évangile.
Le propos de l'auteur est apologétique en ce sens que l'histoire du genre humain depuis les origines jusqu'au règne de Charlemagne est envisagée comme une manifestation de la providence divine : pour Bossuet, l'histoire répond à un dessein de Dieu, qui y est intervenu afin de voir triompher le christianisme.
S'adressant à son dédicataire qui est en même temps son élève, le Grand Dauphin, destiné à devenir le  roi de France, l'auteur conclut : « Pendant que vous les verrez tomber [les empires] presque tous d’eux-mesmes, et que vous verrez la religion se soustenir par sa propre force, vous connoistrez aisément quelle est la solide grandeur, et où un homme sensé doit mettre son esperance. »
Anne Régent-Susini voit dans le Discours sur l'histoire universelle une pédagogie d'ordre visuel qui met les événements en perspective, comme dans une représentation picturale, afin de faire apparaître les lignes du tableau. En cela, Bossuet entend aider le futur roi de France à se rapprocher du point de vue de Dieu.